# Атраком
ООО «Атраком» (Atracom) — украинская компания, лидер в сегменте глобальных волоконно-оптических линий связи (ВОЛС) Украины. В активе компании более 70 тыс. км построенных ВОЛС.

## О компании
Основана в декабре 2002 г. Волоконно-оптические линии связи ООО «Атраком» покрывают все областные и большинство районных населённых пунктов во всех регионах Украины. ВОЛС ООО «Атраком» имеют выходы к внешним границам Украины и могут интегрироваться с ВОЛС операторов соседних государств: Польши, Словакии, Венгрии, Румынии, Молдавии, России, Белоруссии.

## Виды деятельности
Основными видами деятельности компании Атраком являются:
- Строительство и продажа ВОЛС;
- Продажа «тёмных» оптических волокон;
- Техническое обслуживание и аварийное восстановление ВОЛС и НРП;
- Сдача в аренду «темных» оптических волокон;
- Строительство, обслуживание, продажа и сдача в аренду НРП (необслуживаемых регенерационных пунктов);
- Выполнение монтажных и измерительных работ на ВОЛС Заказчика по заявке;
- Инвентаризация и паспортизация любых распределительных систем операторов;
- Обеспечение бесперебойного электропитания для распределенных систем по территории Украины.
- Выполнение работ по монтажу систем электрообеспечения оборудования связи.

Особенностью сети ВОЛС «Атраком» является её привязка преимущественно к крупным автомобильным дорогам.

## Особенность технического обслуживания ВОЛС и НРП в «Атраком»
- Собственный Диспетчерско-Аналитический Центр (ДАЦ), работающий в режиме 24/7;
- Обширная филиальная сеть Центров Технического Обслуживания и Эксплуатации (ЦТОЭ) в крупных региональных узлах с самым современным оборудованием и транспортной поддержкой;
- Внедрённая система автоматизации учета ресурсов ВОЛС (MSTS) на базе ГИС:

- позволяет иметь оперативный доступ к достоверной и детальной информации о состоянии сети;
- упрощает процессы планирования и развития сети;
- уменьшает среднее временя устранения аварий;
- повышает надежность сети и  качество обслуживания клиентов.
- Внедренная автоматизированная система мониторинга волокон позволяет предупредить и быстро реагировать на изменения, согласно техническим характеристикам волокон.
- Система GPS мониторинга автотранспорта позволяет оперативно руководить ресурсами, что позволяет улучшать работу для заказчиков.